# San Benito (Sunchu Pampa)
San Benito ist eine Landstadt im Departamento Cochabamba im südamerikanischen Anden-Staat Bolivien.

## Lage im Nahraum
San Benito ist größte Ortschaft des Kanton Sunchu Pampa im Municipio San Benito in der Provinz Punata. Die Ortschaft liegt am Nordrand einer 15 × 25 Kilometer großen fruchtbaren Ebene auf einer Höhe von 2714 m, zwölf Kilometer südlich des Cerro Tuti (4102 m), der höchsten Erhebung zwischen der Region.

## Geographie
San Benito liegt im Übergangsbereich zwischen dem bolivianischen Altiplano im Westen und dem bolivianischen Tiefland im Osten.
Die mittlere Durchschnittstemperatur der Region liegt bei knapp 18 °C (siehe Klimadiagramm Cochabamba) und schwankt nur unwesentlich zwischen 14 °C im Juni und Juli und 20 °C im November. Der Jahresniederschlag beträgt etwa 450 mm, bei einer ausgeprägten Trockenzeit von Mai bis September mit Monatsniederschlägen unter 10 mm und einer Feuchtezeit von Dezember bis Februar mit 90 bis 110 mm Monatsniederschlag.

## Verkehrsnetz
San Benito liegt 43 Straßenkilometer südöstlich von Cochabamba, der Hauptstadt des Departamentos.
Von Cochabamba aus führt die Nationalstraße Ruta 7 vorbei an San Lorenzo (Punata), durchquert die östlich gelegene Cordillera Oriental und führt auf ihrem Weg ins bolivianische Tiefland über die Städte Tolata und Samaipata bis in die Tieflandmetropole Santa Cruz.

## Bevölkerung
Die Ortschaft wird bei der Volkszählung 2012 zum ersten Mal unter diesem Namen geführt, der Name steht in Konkurrenz zu dem sechs Kilometer nordöstlich gelegenen San Benito (Punata):
| Jahr | Einwohner          | Quelle       |
| ---- | ------------------ | ------------ |
| 1992 | Detaildaten fehlen | Volkszählung |
| 2001 | Detaildaten fehlen | Volkszählung |
| 2012 | 4.089              | Volkszählung |
| 2024 |                    | Volkszählung |

Die Region weist einen hohen Anteil an Quechua-Bevölkerung auf, im Municipio San Benito sprechen 90,7 Prozent der Bevölkerung Quechua.